# سی‌اف‌بی وینرایت
سی‌اف‌بی وینرایت (به انگلیسی: CFB Wainwright) یک فرودگاه نظامی چمن/برف است . این فرودگاه در کشور کانادا قرار دارد و در ارتفاع ۶۶۱ متری از سطح دریا واقع شده‌است.